# Джей Пікетт
Джей Гарріс Пікетт (англ. Jay Pickett; (10 лютого 1961 , Спокан, Вашингтон  — 30 липня 2021 )) — американський актор.

## Життя і кар'єра
Джей Пікетт народився 1961 року у Спокані, штат Вашингтон, і виріс у Колдуеллі, штат Айдахо (США). Він отримав ступінь бакалавра акторської майстерності в Університеті штату Бойсе, а також ступінь МВА з акторської майстерності в Каліфорнійському університеті, а також знявся у численних театральних постановках в обох закладах вищої освіти.
Пікетта на телебаченні знімався у міні -серіалі «Шматки до багатства» та ролі в таких серіалах, як «Чайна -Біч», «Містер Бельведер», «Драгнет», «Джейк і Фатман», «Дні нашого життя», «Перрі Мейсон» та «Метлок» .
У 1997 році Пікетт зіграв роль Френка Скенлона, відданого фельдшера та вчителя, і старшого брата Джо Скенлона, у денній драмі ABC «Порт Чарльз». У 2006 році Пікетт замінив актора Теда Кінга у ролі Лоренцо Алькасара у серіалі «Головний госпіталь», серіалі Порт -Чарльза . У 2007 році Пікетт знову приєднався до акторського складу Головного госпіталі в повторюваній ролі детектива Девіда Гарпера.
Джей Пікетт захоплювався більшістю видів спорту, включаючи футбол, баскетбол, бейсбол та лижі.
Пікетт та його дружина Єлена проживали в Каліфорнії. У родині виховали двох доньок, Мейган та Майкла, а також сина Тайлера.
Він був найкращим другом з колишнім зірковим партнером Порт-Чарльза Майклом Діцем і був хрещеним батьком його доньки Медісон.
Пікетт несподівано помер під час підготовки до зйомок сцени для фільму «Долина скарбів» 30 липня 2021 року у 60-річному віці. Офіційного пояснення причини його смерті немає, але, на думку його колег, це м іг бути серцевий напад.

## Фільмографія

### Фільми
- Тиждень пік (1989) — Паркер
- Напередодні знищення (1991) — людина на джипі
- Румпельштільцкін (1995) — Рассел Стюарт
- Банді: Американська ікона (2008) — Росс Девіс
- Бостонський душитель (2008) — детектив Донован
- Покинутий (2010) — детектив Франклін
- Сода Спрінгс (2012) — Іден Джексон, співавтор та продюсер
- Питання віри (2014) — Стівен Вітакер
- Помста солдата (2020) — Кеннеді

### Телесеріали
- Дні нашого життя (1991—1992) — Чіп Лейкін
- Загадка Перрі Мейсона: Випадок ревнивого жартівника (1995)
- Порт Чарльз (1997—2003) — Френк Скенлон-молодший
- Головний госпіталь (2006, 2007—2008) — Лоренцо Алькасар, Девід Харпер
- Зсув (2005) — Стюарт Хенкок
- Ідеальний учень (2011) — Джон